# Trofeu Joan Soler de ciclocròs
El Trofeu Joan Soler de ciclocròs és una cursa ciclista de la modalitat de ciclocròs que es disputa cada desembre a la vila catalana de Manlleu. Forma part de la copa catalana i espanyola de l'especialitat.
Creada com una prova en ruta, va passar a la modalitat de ciclocròs el 2013.

## Palmarès masculí
| Any  | Vencedor             | Segon           | Tercer                   |
| ---- | -------------------- | --------------- | ------------------------ |
| 2013 | Josep Betalú         | Arnau Rota      | Francesc Xavier Carnicer |
| 2014 | José Antonio Hermida | Tomàs Misser    | Gerard Álvarez           |
| 2015 | José Antonio Hermida | Hugo Drechou    | Isaac Simon              |
| 2016 | Aitor Hernández      | Ismael Esteban  | Felipe Orts              |
| 2017 | Felipe Orts          | Aitor Hernández | Matthieu Boulo           |

## Palmarès femení
| Any  | Vencedora        | Segona         | Tercera           |
| ---- | ---------------- | -------------- | ----------------- |
| 2013 | Anna Ramírez     | Judith Sánchez | Maria Casanova    |
| 2014 | Maria Casanova   |                |                   |
| 2015 | Sandra Santanyes | Blanca Vallès  | Jordina Muntadas  |
| 2016 | Aida Nuño        | Lucía González | Alicia González   |
| 2017 | Helen Wyman      | Lucía González | Joyce Vanderbeken |